# San Francisco Teopan
San Francisco Teopan är en kommun i Mexiko.   Den ligger i delstaten Oaxaca, i den sydöstra delen av landet, 240 km sydost om huvudstaden Mexico City.